# Alexei I al Rusiei
Alexei Mihailovici (în rusă: Алексей Михайлович), (n. 19/29 martie 1629, Moscova, Țaratul Rusiei – d. 29 ianuarie/8 februarie 1676, Moscova, Țaratul Rusiei)  a fost țarul Rusiei în perioada 1645 – 1676. În ajunul morții sale, Țaratul Rusiei avea aproximativ 8.100.000 de km2.

## Prima parte a domniei
Născut la Moscova la 9 martie 1629 ca fiu al țarului Mihail și a Evdokia Streșnieva, Alexei a accedat la tron la vârsta de 16 ani după decesul tatălui său la 12 iulie 1645. Educația lui s-a desfășurat sub supravegherea boierului Boris Morozov, un adept al culturii occidentale. Când a devenit țar, fiind prea tânăr pentru a domni, l-a numit pe Morozov în fruntea guvernului său. 
Politica externă a lui Morozov a fost pacifistă. El a asigurat un armistițiu cu Polonia și a evitat cu grijă complicațiile cu Imperiul otoman. Politica sa internă a fost scrupulos echitabilă și a vizat ameliorarea sarcinilor publice prin limitarea privilegiilor comercianților străini și desființarea a multor birouri inutile și costisitoare de judecată. Obiectivul premierului a fost să-i găsească o soție țarului. La data de 17 ianuarie 1648, Morozov l-a căsătorit cu Maria Miloslavskaia, fiica ministrului de finanțe. Zece zile mai târziu Morozov a devenit cumnatul țarului după ce s-a căsătorit cu sora Mariei, Ana.

## Domnia

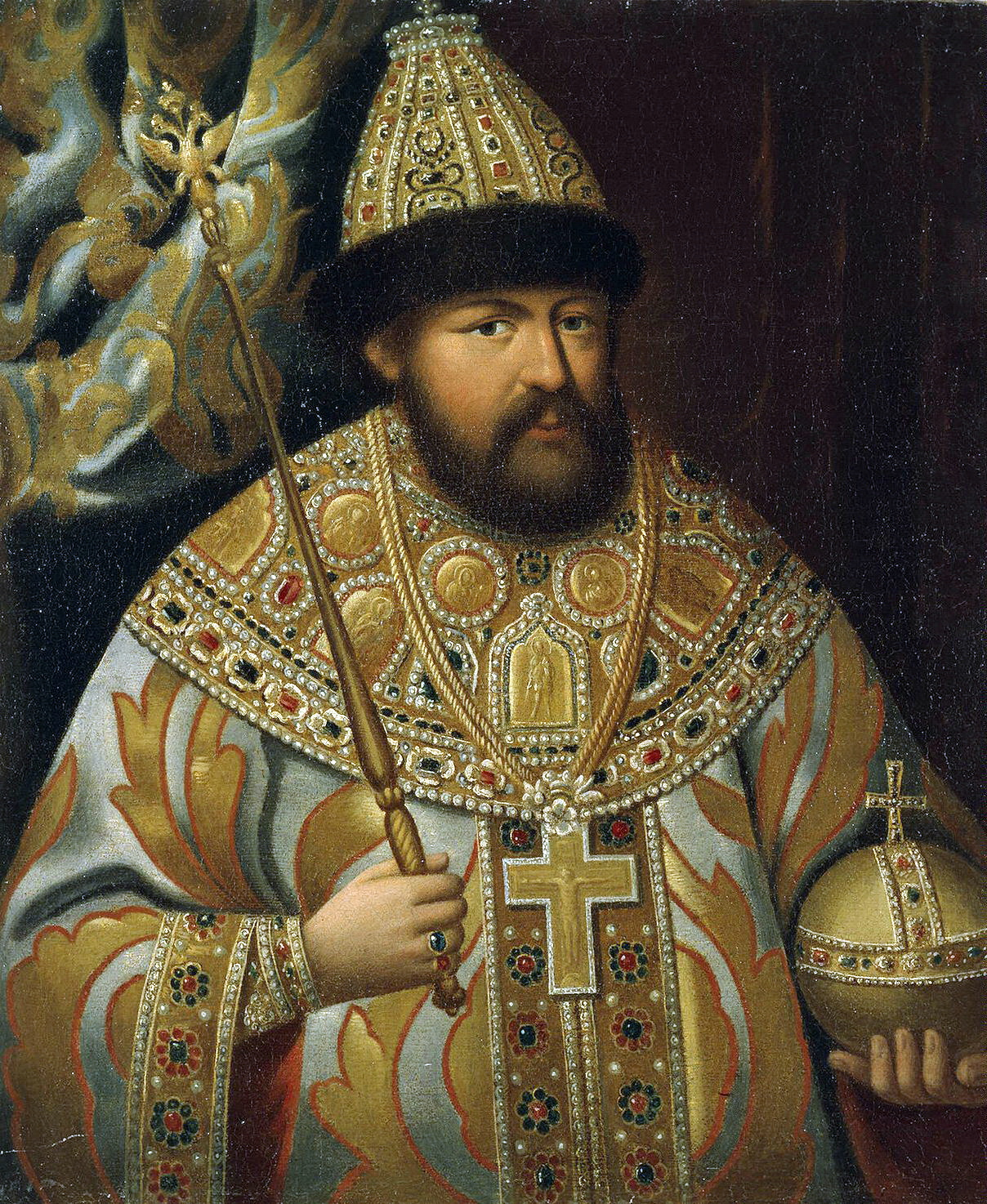
Țarul Alexei Mihalovici

Morozov era foarte nepopular; în general detestat de moscoviși a fost acuzat de vrăjitorie. În mai 1648 moscoviții s-au ridicat împotriva lui în ceea ce s-a numit Rebeliunea Sării; s-au adunat în fața Kremlinului și au cerut să le fie predați consilierii nepopulari. Au dat foc caselor celor pe care voiau să-i linșeze, iar focul s-a întins pe cuprinsul Moscovei, provocând mari pagube. Tânărul țar a trebuit să-l demită pe Morozov și să-l exileze la mănăstirea Kirillo-Belozerski. Suferind de separarea forțată, Alexei a trimis multe scrisori mentorului său și a îndemnat paznicii săi să se poarte civilizat cu el.
În 1653, slăbiciunea Poloniei, care tocmai ieșise din revolta de la Hmelnițki, l-a încurajat pe Alexei să încerce s-o anexeze. La 1 octombrie 1653, Adunarea Pământului s-a întâlnit la Moscova și a aprobat războiul cu Polonia; în aprilie 1654, armata a fost binecuvântată de patriarh.  
Campania din 1654 a fost un triumf neîntrerupt și zeci de orașe, inclusiv fortăreața de la Smolensk, au căzut în mâinile rușilor. În vara anului 1655, o armată suedeză condusă de regele Carol al X-lea a invadat Polonia și a cucerit Varșovia. Rușii, fără opoziție, și-au însușit rapid aproape tot ceea ce nu a fost deja ocupat de suedezi. Din fericire pentru Polonia, țarul și regele Suediei s-au certat pe repartizarea prăzii, iar la sfârșitul lunii mai 1656, Alexei încurajat de către împăratul habsburgic și a altor inamici ai Suediei, a declarat război.
Alexei a fost incapabil să cucerească Riga de la suedezi, deși armatele lui au ocupat zone întinse din Letonia, Estonia și Finlanda. În noiembrie 1658 a încetat acordul de încetare a focului dintre Polonia și Rusia. Știind că nu putea învinge și Polonia și Suedia, Alexei a semnat un armistițiu cu suedezii în decembrie 1658. Polonezii au încheiat pacea cu Suedia, prin Tratatul de la Oliva, în mai 1660. Prin tratatul de la Kardis cu Suedia (iunie 1661), rușii au renunțat la toate teritoriile suedeze pe care le cuceriseră. Războiul cu Polonia a continut până în 1667, timp în care rușii au pierdut teren în Bielorusia și Lituania, dar și-au păstrat controlul asupra părții de est a Ucrainei.
În cele din urmă, extenuați de războaie și amenințați de o invazie tătară și o revoltă internă, polonezii au acceptat începerea negocierilor cu Rusia. Prin tratatul de la Andrusovo (semnat la 11 februarie 1667) și cu o valabilitate de treisprezece ani și șase luni, Rusia a câștigat Smolensk-ul și alte teritorii, inclusiv părți din Ucraina aflate la est de Nipru, în timp ce polonezii au păstrat restul Ucrainei și Bielorusia. Kiev-ul avea să rămână în posesia rușilor până în 1669, dar când s-a împlinit termenul, Alexei a refuzat să-l cedeze. Polonia a cedat Kievul Moscovei în 1768.
Când regele Carol I al Angliei a fost decapitat de parlamentari sub conducerea lui Oliver Cromwell în 1649, ultragiat, Alexei a rupt relațiile diplomatice cu Anglia și a acceptat refugiații regaliști în Moscova. De asemenea, el a interzis comercianții englezi în țara sa și a oferit asistență financiară pentru "văduva neconsolată a gloriosului martir regele Carol I".

### Politica internă
Ca urmare a Rebeliunii Sării, Alexei a convocat Adunarea Pămâmtului. Adunarea a ales o comisie care să întocmească un nou cod juridic, Ulozenie din 1649. Acest cod de legi a încheiat procesul prin care șerbia s-a instituit legal. Țăranii și urmașii lor au fost legați de glie prin lege. Negustorii și meșteșugarii erau legați de orașele lor. Nici un supus al țarului nu putea călători în afara granițelor țării fără aprobarea suveranului.
Alexei a transformat Duma Boierilor incluzând în ea un număr mare de oameni aduși din rândurile nobilimii militare în loc de aristocrați.
În 1649 țarul a creat Departamentul Mânăstiilor care ținea sub observație moșiile bisericilor și limita dreptul bisericii de a achiziționa terenuri suplimentare.
A creat noi regimente de soldați ruși, comandați și pregătiți de experți străini. S-au recrutat ingineri și fabricanți de arme de foc din străinătate, iar guvernul a comandat publicarea în 1649 a unei traduceri a "Meșteșugul războiului de infanterie", de olandezul van Wallhausen.
Carta Comercială din 1654 a ridicat taxele pe bunuri aduse și vândute în Rusia de negustorii străini. Codul Comercial din 1667 a stabilit condiții egale de comerț pentru toți străinii și acorda o oarecare protecție pentru negustorii autohtoni.

### Influențe occidentale
Alexei a dovedit un profund interes față de învățătura și cultura occidentală. Printre consilierii săi principali se număra și boierul Feodor Râtișcev care a înfăptuit opere caritabile însemnate, ca de exemplu construirea de aziluri pentru săraci și un plan de recuperare a bețivilor Moscovei din canale. Râtișcev a înființat o mănăstire cu o școală gratuită, la care a invitat călugări din Kiev să predea latina, greaca, retorica și filosofia.
Alexei a angajat un latinist, Simeon Poloțki, ca poet al curții și profesor pentru copii săi și a devenit patron al teatrului, deși biserica ortodoxă condamna arta dramatică, numind-o "o iluzie periculoasă".
Țarul era fascinat de astronomie și frescele care înfățișau stelele și planetele au împodobit tavanele atât la Kremlin, cât și la Kolomenskoe. Alexei a angajat medici străini, printre care și englezul Samuel Collins.

## Familie

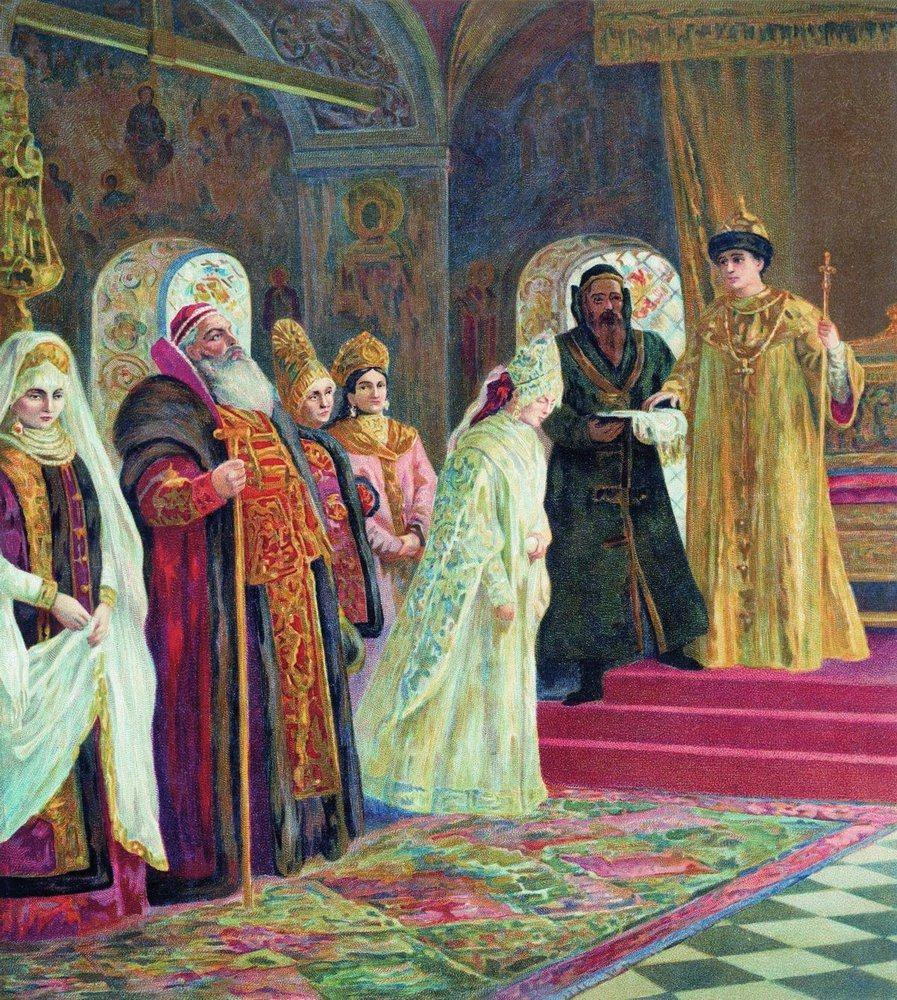
Prima soție a lui Alexei

Prima soție a lui Alexei a născut 13 copii în 21 de ani de căsătorie: cinci fii și opt fiice. În 1669 soția lui Alexei, Maria, a murit la scurt timp după ce a născut cel de-al treisprezecelea copil. În 1670, moștenitorul lui Alexei, țareviciul Alexei, a murit înainte să împlinească 16 ani. Copiii lui Alexei și ai Mariei au fost:
- Țareviciul Dmitri Alexeevici (1648–1649)
- Țarevna Evdokia Alexeevna (1650–1712)
- Țarevna Marfa Alexeevna (1652–1707)
- Țareviciul Alexei Alexeevici (1654–1670)
- Țarevna Anna Alexeevna (1655–1659)
- Țarevna Sofia Alexeevna (1657–1704)
- Țarevna Ecaterina Alexeevna (1658–1718)
- Țarevna Maria Alexeevna (1660–1723)
- Feodor al III-lea (1661–1682)
- Țarevna Feodosia Alexeevna (1662–1713)
- Țareviciul Simeon (1665–1669)
- Ivan al V-lea (1666–1696)
- Țarevna Evdokia Alexeevna (1669–1669)

Țarul s-a recăsătorit cu Natalia Narîșkina, pupila prietenului și consilierului său apropiat Matveviev. Căsătoria a avut loc în ianuarie 1671 și a fost privită cu reproș de familia Miloslavski din care făcuse parte fosta țarină Maria. La 30 mai 1672, Natalia l-a născut pe Petru, care a devenit un copil robust și sănătos spre deosebire de frații lui vitregi Feodor și Ivan, a căror sănătate era precară. Copiii lui Alexei și ai Nataliei au fost:
- Petru (1672–1725)
- Țarevna Natalia Alexeevna (1673–1716)
- Țarevna Feodora Alexeevna (1674–1677)